# 鸾鸟城城址
鸾鸟城城址，位于中国甘肃省永昌县，为一个省级文物保护单位，类型为古遗址。
鸾鸟城城址的历史年代为汉至唐。